# Anax chloromelas
Anax chloromelas là một loài chuồn chuồn ngô thuộc họ Aeshnidae. Chúng được tìm thấy ở Cameroon, Cộng hòa Dân chủ Congo, Malawi, Mozambique, Nigeria, Sierra Leone, Tanzania, Togo, Uganda, Zambia, và Zimbabwe. Môi trường sống tự nhiên của chúng là rừng khô nhiệt đới hoặc cận nhiệt đới, rừng ẩm vùng đất thấp nhiệt đới hoặc cận nhiệt đới, và vùng cây bụi ẩm khu vực nhiệt đới hoặc cận nhiệt đới.